# حاجبية صفراء جليلية
الحاجبية الصفراء الجليلية (باللاتينية: Ophrys lutea subsp. galilaea) نويع نباتي ضمن نوع الحاجبية الصفراء من جنس الحاجبية من الفصيلة السحلبية.

## البيئة والانتشار
موطن هذا النوع بلاد الشام والمغرب العربي وقبرص وتركيا واليونان والبلقان وإيطاليا وإسبانيا.

## مرادفات للاسم العلمي
- (باللاتينية: Arachnites luteus var. minus Tod.)
- (باللاتينية: Ophrys archimedea P.Delforge & M.Walravens)
- (باللاتينية: Ophrys fenarolii Ferlan)
- (باللاتينية: Ophrys fusca subsp. migoutiana (H.Gay) Kreutz)
- (باللاتينية: Ophrys fusca var. sicula (Tineo) E.G.Camus & A.Camus)
- (باللاتينية: Ophrys galilaea H.Fleischm. & Bornm.)
- (باللاتينية: Ophrys lutea subsp. archimedea (P.Delforge & M.Walravens) Kreutz)
- (باللاتينية: Ophrys lutea subsp. minor (Tod.) O.Danesch & E.Danesch ex Gölz & H.R.Reinhard)
- (باللاتينية: Ophrys lutea var. minor (Tod.) Guss.)
- (باللاتينية: Ophrys lutea subsp. numida (Devillers-Tersch. & Devillers) Kreutz)
- (باللاتينية: Ophrys lutea subsp. quarteirae Kreutz, M.R.Lowe & Wucherpf.)
- (باللاتينية: Ophrys lutea var. quarteirae (Kreutz, M.R.Lowe & Wucherpf.) F.M.Vázquez)
- (باللاتينية: Ophrys lutea subsp. sicula (Tineo) Soldano)
- (باللاتينية: Ophrys lutea var. sicula (Tineo) Nyman)
- (باللاتينية: Ophrys lutea f. sicula (Tineo) Soó)
- (باللاتينية: Ophrys migoutiana H.Gay)
- (باللاتينية: Ophrys minor (Tod.) Paulus & Gack)
- (باللاتينية: Ophrys minor subsp. galilaea (H.Fleischm. & Bornm.) Paulus & Gack)
- (باللاتينية: Ophrys murbeckii subsp. quarteirae (Kreutz, M.R.Lowe & Wucherpf.) M.R.Lowe)
- (باللاتينية: Ophrys numida Devillers-Tersch. & Devillers)
- (باللاتينية: Ophrys sicula Tineo)
- (باللاتينية: Ophrys sicula subsp. galilaea (H.Fleischm. & Bornm.) Paulus & Gack)
- (باللاتينية: Ophrys subfusca subsp. archimedea (P.Delforge & M.Walravens) Kreutz)
- (باللاتينية: Ophrys subfusca subsp. fenarolii (Ferlan) Del Prete)
- (باللاتينية: Ophrys subfusca subsp. liveranii Orrù & M.P.Grasso)
- (باللاتينية: Ophrys subfusca subsp. numida (Devillers-Tersch. & Devillers) Kreutz)